# Academia naval israelí
La Academia Naval Israelí (en hebreo: קורס חובלים) es una academia naval, donde tiene lugar un curso voluntario, dedicado al entrenamiento, la educación y la selección de los futuros nuevos oficiales navales que formarán parte de la Armada israelí.

## Introducción
La Academia naval de Israel (en hebreo: קורס חובלים) es una institución educativa militar israelí para la formación del personal naval de las Fuerzas de Defensa de Israel (FDI), está ubicada en la base militar de entrenamiento de Haifa. 
La Academia naval de Israel ofrece un curso voluntario, dedicado al entrenamiento, la educación y la selección de los futuros oficiales navales, y este curso es llevado a cabo junto con otros cursos de instrucción en la escuela de comandos navales ubicada en la base naval de entrenamiento de la Armada israelí. 
La academia naval está considerada como uno de los cursos más prestigiosos y exigentes de las FDI, junto con la Academia de la Fuerza Aérea Israelí. En promedio, solo uno de cada cuatro cadetes completa el curso con éxito, lo que representa una tasa de finalización del 25% por ciento desde el proceso de selección inicial hasta la graduación, el curso tiene una duración de casi tres años, y los cadetes se gradúan con una licenciatura de la Universidad de Haifa y con el rango de teniente. Los graduados se alistan para servir cinco años en la Armada. El curso tiene lugar en la base naval de entrenamiento de la Armada israelí. 
La academia naval está considerada como una de las escuelas de formación más prestigiosas y exigentes de las FDI, junto con la escuela de vuelo de la Fuerza Aérea Israelí. Como promedio, solamente uno de cada cuatro cadetes completa su formación con éxito. La duración del curso es de dos años y cuatro meses, al final del curso, los cadetes consiguen el rango de teniente y un título académico de ciencias políticas de la Universidad de Haifa. Los graduados del curso, se alistan para servir cinco años en la Armada. Las pruebas del curso tienen lugar en Haifa.

## Selección de cadetes
El proceso de selección de los cadetes de la Armada es largo y complejo. Los cadetes israelíes potenciales son identificados antes de presentarse al servicio nacional a los 18 años, basándose en factores como las altas calificaciones en la escuela y las puntuaciones más altas en las pruebas estandarizadas, una excelente condición física y una alta aptitud técnica.
Los reclutas con los indicadores personales adecuados pueden presentanse para formar parte de una unidad de élite, estos deben llevar a cabo una serie de pruebas que duran dos días, que miden principalmente el rendimiento y el esfuerzo físico. Sólo unos pocos seleccionados pasarán de este paso a la siguiente batería de pruebas de aptitud mental, que se lleva a cabo en el pabellón de la marina ubicado en Tel-HaShomer. 
Las mujeres y los hombres que no pueden participar en las pruebas de la unidad de élite debido a circunstancias especiales, normalmente médicas, comienzan el proceso de selección directamente en esta etapa. La batería de pruebas de aptitud mental consta principalmente de pruebas mentales y psicológicas y sólo alrededor del 30% por ciento de los evaluados van a pasar a la siguiente etapa, mientras que a los que no aprobaron a veces se les da la oportunidad de entrar en otras unidades de la Marina, como la flotilla de submarinos.
Aquellos candidatos que completen con éxito todas las fases de prueba anteriores, son invitados a participar en una fase de selección de cuatro días que implica desafíos físicos, mentales y sociométricos. 
Los reclutas son evaluados no solo por su capacidad para realizar las tareas asignadas, sino por su actitud al realizarlas, sobre como se enfrentan a las dificultades inesperadas, qué tan bien trabajan en equipo, cómo abordan la resolución de problemas, como se enfrentan a diversas situaciones, y como hacen frente a los desastres. Hasta un 80% por ciento de los candidatos que comienzan el curso serán descartados antes de finalizarlo. 
Los que pasan esta fase del proceso de selección se embarcan en un viaje de casi tres años hacia la graduación, este viaje incluye un extenso programa de entrenamiento naval, tácticas de infantería, un curso de oficial y estudios para obtener una licenciatura académica. Los cadetes son evaluados constantemente, y la gran mayoría de los que comienzan sus estudios en la Academia naval no logran terminar el programa completo. 
Los candidatos que terminan el curso, pueden solicitar ser transferidos a las unidades de las Fuerzas especiales israelíes. 
Los candidatos que no han completado el curso, permanecen en la Armada como oficiales en puestos de apoyo, o son transferidos a una unidad del Ejército de tierra.

## Cursos
Los cadetes se dividen en áreas de especialización cada una con puestos correspondientes después de la graduación:
Cubierta: Oficial de cubierta, oficial de armas, oficial de guerra antisubmarina, oficial de navegación en un barco lanzamisiles o en un submarino, o capitán de un buque patrullero.
Sala de máquinas: Oficial de ingeniería, jefe de máquinas en un barco lanzamisiles o en un submarino.
Electrónica: Oficial de guerra electrónica en un buque misilero o en un submarino.

## Fases del curso

### Fase básica
Los cadetes primero pasan por un entrenamiento básico de infantería durante cuatro semanas en la escuela de entrenamiento de la Armada, donde se les proporcionan los principios básicos del servicio militar así como un alto nivel de disciplina. Esta etapa dura unos seis meses e incluye la fase de marinería y mando. Durante esta fase, el cadete se enfrenta por primera vez a los desafíos y las dificultades en el mar, junto con un nivel muy alto de entrenamiento físico y una estricta disciplina. Al final de esta etapa, los cadetes se someten a un crucero de instrucción. Al final de la fase de marinería y mando, los cadetes regresan a la base de instrucción naval israelí ubicada en Haifa, donde los cadetes reciben formación vocacional continua sobre la operación y el mando de buques más grandes. 
Durante la fase básica del curso, las marcas de identificación de grado militar son unas charreteras de color azul oscuro con una franja blanca.

### Fase avanzada
Esta etapa dura alrededor de seis meses y difiere entre las diversas áreas de especialización.
Cubierta: El objetivo de esta etapa es principalmente mejorar el rendimiento técnico de los cadetes, esto incluye entrenamiento en armamento marítimo, y la operación de buques navales.
Electrónica y motor: El propósito de esta fase es mejorar drásticamente el nivel profesional de los cadetes, así como un reconocimiento más profundo de los sistemas utilizados a bordo. 
Buceo: Durante esta fase, los cadetes pasan períodos de tiempo variables a bordo de buques de vela con el propósito de reconocer y estudiar a fondo los sistemas. Durante esta etapa, los cadetes se someten a un curso de buceo de nivel dos estrellas. 
Durante la fase avanzada del curso, las charreteras son de color azul oscuro con dos franjas blancas.

### Fase académica
Esta etapa dura alrededor de nueve meses y consiste en estudios académicos en la Universidad de Haifa para obtener una licenciatura en ciencias políticas, combinada con lecciones sobre estrategia naval y militar.
Anteriormente, los cadetes solían seguir un plan de estudios multidisciplinario de pregrado que incluía: Ciencias políticas, economía, administración de empresas, así como materias marítimas e historia naval, pero a partir del año 2013, se actualizó a una licenciatura única en ciencias políticas. 
Durante la fase académica del curso, las charreteras son de color azul oscuro con el símbolo de una ancla dorada.

### Fase de aprendizaje
Esta etapa dura aproximadamente ocho meses e incluye una formación práctica y teórica en un puesto asignado a bordo de un buque. 
Durante la fase de aprendizaje, las charreteras son de color azul oscuro con el símbolo de una ancla dorada sobre una franja blanca.

### Fase de prácticas
Esta etapa dura aproximadamente cuatro meses durante los cuales los cadetes realizan prácticas y operan a bordo de sus buques designados como viceoficiales en sus áreas de estudio. 
Durante la fase de prácticas, las charreteras son de color azul oscuro con el símbolo de una ancla dorada sobre dos franjas blancas. 
Al final del curso se lleva a cabo la ceremonia de graduación, en la escuela de instrucción naval, donde los graduados reciben la insignia de oficial naval y el grado de teniente.

## Insignias
| Fase                | Insignias |
| ------------------- | --------- |
| Inicio del curso    |           |
| Fase básica         |           |
| Fase avanzada       |           |
| Fase académica      |           |
| Fase de aprendizaje |           |
| Fase de prácticas   |           |